# Jack Bruce
Jack Bruce (14. května 1943 Bishopsbriggs, Skotsko – 25. října 2014 Suffolk, Anglie) byl britský rockový hudebník. Hrál především na baskytaru, ale také na cello, klavír a foukací harmoniku, zpíval a prosadil se jako autor.
Bruce hrál v Kornerově Blues Incorporated, Graham Bond Organization, Mayalově Bluesbreakers a v Combu Manfreda Manna.
V roce 1966 společně s Claptonem a Bakerem vybudoval superskupinu Cream. Pro Cream napsal několik písniček a v Cream si vybudoval pověst výjimečného baskytaristy.
Při koncertních improvizacích bylo někdy obtížné rozlišit, který part hraje Bruce a který Clapton, jako sólový kytarista skupiny. Jeho basová sóla byla tak dlouhá, že Bruce později prozradil, že na konci improvizovaného sóla měl potíže vzpomenout si, jakou písničku vlastně právě hrají.
Po rozpuštění Cream na konci roku 1968 hrál Bruce s mnoha hudebníky, např. s Carla Bley na albu Escalator Over The Hill. V letech 1972–1973 hrál společně s bývalými členy skupiny Mountain, muzikanty Leslie Westem a "Corky" Laurence Gordon Laingem v hardrockové kapele West, Bruce and Laing.
Výsledkem krátkodobého projektu, jehož členy byli bubeník Ginger Baker a kytarista Gary Moore (skupina BBM dle příjmení Bruce-Baker-Moore), bylo album Around the Next Dream (1994).
Hrál také v anglické rockové skupině Ringo Starr's All-Starr Band.
Zemřel v roce 2014 ve věku 71 let.

## Diskografie
- Songs for a Tailor (1969)
- Things We Like (1970)
- Harmony Row (1971)
- Out of the Storm (1974)
- The Jack Bruce Band Live ’75 (vydáno 2003)
- How’s Tricks (1977)
- Jet Set Jewel (nahráno 1978, vydáno 2003)
- I’ve Always Wanted To Do This (1980)
- Automatic
- Inazuma (1987)
- Willpower (1989)
- A Question of Time (1989)
- Somethin Else (1992)
- Cities of the Heart (1993)
- Around the Next Dream (1994)
- Monkjack (1995)
- Shadows in the Air (2000)
- Rope Ladder to the Moon (2003)
- More Jack Than God (2003)
- Silver Rails (2014)